# Gran Premio di Abu Dhabi 2020
Il Gran Premio di Abu Dhabi 2020 si è corso domenica 13 dicembre sul circuito di Yas Marina, posto sull'isola omonima, diciassettesima e ultima prova della stagione 2020 del campionato mondiale di Formula 1. La gara è stata vinta dall'olandese Max Verstappen su Red Bull Racing-Honda, al decimo successo in carriera; Verstappen ha preceduto sotto la bandiera a scacchi i due piloti della Mercedes, il finlandese Valtteri Bottas e il britannico Lewis Hamilton.
Questo Gran Premio segna l'ultima gara in Formula 1 per Daniil Kvjat tra i piloti, e per la Renault e la Racing Point con queste denominazioni.

## Vigilia

### Sviluppi futuri
L'amministratore delegato della Ferrari, Louis Carey Camilleri, annuncia le dimissioni per motivi personali. Il ruolo di amministratore delegato di Maranello viene assunto ad interim da John Elkann.
I test invernali della prossima stagione si svolgeranno in soli tre giorni, dal 2 al 4 marzo, sul circuito di Catalogna a Barcellona. Nelle precedenti settimane era stata avanzata l'ipotesi di svolgere i test sul circuito di Manama in Bahrein, ma successivamente fu scartata.
Il rettilineo principale di partenza del circuito di Silverstone, conosciuto come International Pits Straight, viene rinominato in Hamilton Straight, come riconoscimento ai risultati ottenuti in questa stagione dal pilota britannico della Mercedes Lewis Hamilton, tra i quali il raggiungimento dei sette titoli mondiali e aver superato il numero di successi in Formula 1 di Michael Schumacher.

### Aspetti tecnici
La Pirelli, fornitrice unica degli pneumatici, per questa gara porta le mescole denominate C3, C4 e C5, le più morbide della gamma tra quelle disponibili. Durante la seconda sessione di prove libere del venerdì, come già avvenuto nel Gran Premio del Portogallo e nel Gran Premio del Bahrein, le squadre provano gli pneumatici con le mescole che saranno utilizzare nella prossima stagione; ciascun pilota ha a disposizione un solo set di mescola C4 per un minimo di otto giri cronometrati.
La FIA conferma due zone nelle quali i piloti possono utilizzare il DRS: la prima zona è fissata sul lungo rettilineo posto tra le curve 7 e 8, con detection point stabilito prima della curva 7; la seconda zona è fissata tra le curve 10 e 11, con punto di rilevamento del distacco fra piloti stabilito dopo la curva 9.
La Federazione stabilisce l'uscita delle ultime due curve come parte del tracciato da far rispettare ai piloti i limiti di esso, causa annullamento del tempo sul giro e di quello successivo in caso quest'ultimi oltrepassano i limiti all'ultima tornata.

### Aspetti sportivi
Il Gran Premio era inizialmente programmato per il 29 novembre, comunque come ultimo appuntamento della stagione, ma, a causa della pandemia di COVID-19, la FIA è stata costretta a modificare il calendario, annullando e spostando alcune gare. Solo ad agosto la Federazione ha riposizionato la gara a dicembre, assegnando nella data del 29 novembre la disputa del Gran Premio del Bahrein, anche'esso inizialmente posticipato. Mai il Gran Premio di Abu Dhabi si era corso così tardi in una stagione.
Gli organizzatori, alla vigilia del ritorno in calendario del Gran Premio di Turchia, annunciano che la gara si svolge a porte chiuse, come già avvenuto tra il Gran Premio d'Austria, la gara inaugurale della stagione, e il Gran Premio d'Italia, e tra la prima edizione del Gran Premio dell'Emilia-Romagna e la gara precedente, la prima edizione del Gran Premio di Sakhir.
Per la quinta volta dopo il 2018, tra il Gran Premio di Francia e il Gran Premio di Gran Bretagna, e dopo anche quanto accaduto per tre volte in questa stagione, per la prima volta a luglio, tra il Gran Premio d'Austria, prima gara della stagione, e il Gran Premio d'Ungheria, per la seconda volta ad agosto, tra il Gran Premio di Gran Bretagna e il Gran Premio di Spagna, e per la terza volta a settembre, tra il Gran Premio del Belgio e la prima edizione del Gran Premio della Toscana, il campionato prevede tre gare in tre weekend di fila.
Il Gran Premio rappresenta l'ultima gara in Formula 1 per la Renault e per la Racing Point con l'attuale denominazione; dalla stagione successiva i team saranno rinominati rispettivamente in Alpine e Aston Martin. L'Alpine utilizzerà i propulsori della Losanga, mentre l'Aston Martin userà i motori Mercedes. La Régie, il cui esordio avvenne nel Gran Premio di Gran Bretagna 1977, ha conquistato 35 vittorie, 51 pole position e 32 giri veloci, con due mondiali costruttori, nel 2005 e nel 2006. La scuderia britannica, invece, dal 2019 ha ottenuto una vittoria, una pole position e 4 podi.
La McLaren corre l'ultima gara sotto la motorizzazione Renault, dopo l'accordo siglato nel 2018. Dal 2021 la scuderia britannica utilizzerà i propulsori Mercedes, come già avvenuto dal 1995 al 2014. Con la motorizzazione francese, la scuderia inglese ha ottenuto tre podi e tre giri veloci.
Sebastian Vettel disputa la sua ultima gara alla guida della Ferrari. Per la scuderia di Maranello, il tedesco ha ottenuto 14 vittorie, 12 pole position e 12 giri veloci in 118 Gran Premi. Vettel correrà per l'Aston Martin, che sostituirà come costruttore la Racing Point. Il tedesco sarà sostituito dallo spagnolo Carlos Sainz Jr. della McLaren dalla prossima stagione.
Per il pilota australiano della Renault, Daniel Ricciardo, si tratta dell'ultima presenza nel team transalpino, dal momento che dal 2021 correrà per la McLaren, sostituendo Carlos Sainz Jr.; Ricciardo, per la scuderia di Enstone, ha ottenuto due podi, rispettivamente nelle prime edizioni del Gran Premio dell'Eifel e del Gran Premio dell'Emilia-Romagna, e un giro veloce nel Gran Premio del Belgio. Al posto di Ricciardo, la Renault annuncia il ritorno per il 2021 dello spagnolo Fernando Alonso, già in Renault dal 2003 al 2006 e dal 2008 al 2009, con cui conquistò due titoli mondiali.
Sergio Pérez disputa la sua ultima gara alla Racing Point. Il messicano ha corso con la scuderia inglese 35 Gran Premi, conquistando la sua prima vittoria in carriera al Gran Premio di Sakhir della settimana precedente. Sarà sostituito dal prossimo campionato da Sebastian Vettel.
Daniil Kvjat disputa la sua ultima gara alla Scuderia AlphaTauri. Il pilota russo ha corso nel team di Faenza anche quando quest'ultimo si chiamava Scuderia Toro Rosso prima di essere rinominato da questa stagione, conquistando tre podi e due giri veloci.
Il pilota danese dalla Haas, Kevin Magnussen, disputa l'ultima gara con il team americano e nella massima categoria, dopo l'annuncio dell'abbandono del team alla vigilia del Gran Premio del Portogallo. Magnussen ha ottenuto due giri veloci, entrambi nelle edizioni 2018 e 2019 del Gran Premio di Singapore. Il danese, dalla prossima stagione, sarà sostituito dal pilota russo di Formula 2 Nikita Mazepin, al debutto nella massima categoria.
Il pilota francese della Haas, Romain Grosjean, protagonista di un grave incidente nelle prime fasi del Gran Premio del Bahrein, non prende parte neanche a questa gara, dopo aver saltato quella precedente, la prima edizione del Gran Premio di Sakhir, per ricevere ulteriori cure. Anche in questo caso viene sostituito da Pietro Fittipaldi, pilota di riserva della scuderia americana. La carriera di Grosjean in Haas dunque termina, di fatto, nel Gran Premio del Bahrein, dato l'annuncio dell'abbandono del team alla vigilia del Gran Premio del Portogallo. Grosjean, per la prossima annata, sarà rimpiazzato dal vincitore del campionato di Formula 2, Mick Schumacher, figlio del sette volte campione del mondo di Formula 1 Michael.
Il pilota campione del mondo della Mercedes, Lewis Hamilton, dopo aver saltato il Gran Premio di Sakhir per via della sua positività al SARS-CoV-2, è regolarmente presente a questa gara, grazie al tampone negativo. George Russell, che ha sostituito Hamilton nella gara precedente e a sua volta rimpiazzato dal pilota di Formula 2 Jack Aitken alla Williams, torna pilota titolare per la scuderia britannica.
La Mercedes corre con una livrea speciale della W11 caratterizzata dai nomi di tutti i membri delle fabbriche di Brackley e Brixworth, per onorare l'enorme impegno e determinazione nella conquista dei due mondiali.
Il team principal della Ferrari, Mattia Binotto, dopo non essere stato presente al Gran Premio di Turchia e al Gran Premio del Bahrein, risulta assente al muretto anche in questa occasione e viene sostituito nuovamente dal direttore sportivo Laurent Mekies.
Il Gran Premio rappresenta la centesima gara nella massima categoria per la Haas e la quattrocentesima per la Renault.
Il pilota monegasco della Ferrari, Charles Leclerc, è penalizzato di tre posizioni sulla griglia di partenza per aver causato un incidente durante il primo giro della gara precedente, la prima edizione del Gran Premio di Sakhir. Kevin Magnussen e Sergio Pérez, invece, sono penalizzati di 15 posizioni sulla griglia di partenza, per la sostituzione di diverse componenti della power unit.
Il campione tedesco di Formula 2, Mick Schumacher, ha preso parte alla prima sessione di prove libere del venerdì per il team Haas al posto di Kevin Magnussen, mentre il polacco Robert Kubica ha preso il posto di Antonio Giovinazzi per il team Alfa Romeo Racing. Il campione russo 2019 di Formula 3, Robert Švarcman, avrebbe dovuto prendere parte alla prima sessione di prove libere per il team Haas, ma non è stato schierato dalla scuderia.
La Federazione Internazionale dell'Automobile indica l'ex pilota di Formula 1 Mika Salo come commissario aggiunto per la gara. Il finlandese ha già svolto in passato tale funzione, l'ultima nella gara precedente, nella prima edizione del Gran Premio di Sakhir.

## Prove

### Resoconto
Max Verstappen risulta il più rapido della prima sessione di prove libere del venerdì. Il pilota della Red Bull Racing, usando gomme morbide, precede Valtteri Bottas di soli 34 millesimi. Tutti gli altri piloti risultano molto staccati, tanto che Esteban Ocon, terzo, è staccato di oltre un secondo. Il tempo dell'olandese è comunque più alto del tempo dell'analoga sessione del 2019 ma, quest'anno, la temperatura dell'asfalto è molto alta, con 39 °C. Al quarto posto si è piazzato l'altro pilota della Red Bull Racing, Alexander Albon, che ha provato, nei primi minuti, una versione della monoposto col fondo modificato, al fine di simulare la perdita di carico aerodinamico che sarà subito dalle vetture, a seguito dell'introduzione del nuovo regolamento tecnico del 2021.
Lewis Hamilton, al rientro dopo una gara di stop, è quinto, ma ha ottenuto il tempo con gomme dure, finalizzando il lavoro della prima sessione alla gara. Inoltre la sessione per il britannico è stata penalizzata da un problema ai freni anteriori. Ancora peggio è andata a Daniel Ricciardo, che è stato costretto ad abbandonare la sua Renault lungo la pista, per un guasto, tanto che l'australiano non ha potuto completare nessun giro cronometrato. Le Ferrari, lontane dei primi posti, hanno utilizzato la sessione per delle prove aerodinamiche.
Nella seconda sessione si pongono al comando le due Mercedes, con Bottas che ha battuto Lewis Hamilton di 203 millesimi. Le due vetture tedesche sono le uniche che hanno chiuso un giro al di sotto del minuto e trentasette secondi. In realtà il britannico aveva ottenuto un tempo migliore di quello del compagno di scuderia, ma è stato cancellato in quanto Hamilton è andato oltre i limiti della pista all'ultima curva. La sessione è stata utilizzata da tutte le scuderie per testare le gomme in modalità 2021: le Mercedes hanno anche effettuato un long run con le mescole della prossima stagione, al fine di raccogliere dati per il comportamento in gara.
Al terzo posto si è classificato Verstappen, davanti al compagno di team Albon. L'olandese ha colto il suo tempo con gomme medie, in quanto, quando ha cercato il tempo con le mescole morbide, ha trovato traffico in pista. La sessione è stata anche interrotta con bandiera rossa, quando ha ceduto il turbo sull'Alfa Romeo Racing di Kimi Räikkönen. La vettura è anche andata a fuoco nel retrotreno. Problemi elettrici meno gravi hanno limitato anche il lavoro di George Russell della Williams.
Al termine della seconda sessione di prove libere del venerdì Kevin Magnussen viene convocato dai commissari sportivi per aver fatto un giro aggiuntivo dopo che sarebbe dovuto rientrare ai box per effettuare le prove di partenza consentite, quando è stata esposta la bandiera a scacchi. Il pilota danese della Haas riceve una reprimenda in quanto nel giro effettuato non ha raggiunto una velocità particolarmente elevata, dopo essere stato avvisato dal muretto ai box.
Max Verstappen si è confermato come il pilota più veloce nella sessione del sabato, che però è meno significativa, vista la grossa differenza di temperatura dell'asfalto rispetto alla sessione di qualifica, che si svolge alla sera. L'olandese ha preceduto di mezzo secondo il suo compagno di scuderia Alexander Albon che, a sua volta, ha fatto meglio delle due Renault. Le due Red Bull hanno provato il monopilone di supporto all'alettone posteriore.
Le due Mercedes hanno chiuso col sesto e nono tempo, rispettivamente per Hamilton e Bottas. I tempi sono abbastanza vicini, tanto che i primi 10 piloti sono nel giro di un secondo dal tempo di Verstappen.

### Risultati
Nella prima sessione del venerdì si è avuta questa situazione:
| Pos | Nº | Pilota          | Costruttore           | Tempo    | Gap    | Giri |
| --- | -- | --------------- | --------------------- | -------- | ------ | ---- |
| 1   | 33 | Max Verstappen  | Red Bull Racing-Honda | 1'37"378 |        | 26   |
| 2   | 77 | Valtteri Bottas | Mercedes              | 1'37"412 | +0"034 | 32   |
| 3   | 31 | Esteban Ocon    | Renault               | 1'38"515 | +1"137 | 34   |

Nella seconda sessione del venerdì si è avuta questa situazione:
| Pos | Nº | Pilota          | Costruttore           | Tempo    | Gap    | Giri |
| --- | -- | --------------- | --------------------- | -------- | ------ | ---- |
| 1   | 77 | Valtteri Bottas | Mercedes              | 1'36"276 |        | 28   |
| 2   | 44 | Lewis Hamilton  | Mercedes              | 1'36"479 | +0"203 | 30   |
| 3   | 33 | Max Verstappen  | Red Bull Racing-Honda | 1'37"046 | +0"770 | 30   |

Nella sessione del sabato mattina si è avuta questa situazione:
| Pos | Nº | Pilota           | Costruttore           | Tempo    | Gap    | Giri |
| --- | -- | ---------------- | --------------------- | -------- | ------ | ---- |
| 1   | 33 | Max Verstappen   | Red Bull Racing-Honda | 1'36"251 |        | 16   |
| 2   | 23 | Alexander Albon  | Red Bull Racing-Honda | 1'36"752 | +0"501 | 15   |
| 3   | 3  | Daniel Ricciardo | Renault               | 1'36"877 | +0"626 | 12   |

## Qualifiche

### Resoconto
Il primo pilota a far segnare un tempo valido nelle qualifiche è Kevin Magnussen, che precede il compagno di team Pietro Fittipaldi. Nella corsia dei box si sfiora la collisione tra Max Verstappen e Nicholas Latifi, col primo che si lamenta di aver danneggiato i suoi pneumatici, al fine di evitare il tamponamento. Sale al comando della classifica Alexander Albon, che precede proprio Verstappen. In seguito Valtteri Bottas abbassa il limite a 1'35"699; il finlandese precede così Sergio Pérez, che però a fine qualifiche dovrà comunque scontare una pesante penalizzazione. Lewis Hamilton, l'altro pilota della Mercedes, vede annullato il suo tempo, per aver oltrepassato i limiti della pista. Solo successivamente il britannico s'inserisce al nono posto.
Verstappen, sceso al decimo posto, riconquista la seconda posizione. Proprio negli istanti finali Charles Leclerc scala secondo, prima dell'arrivo delle due Mercedes, che monopolizzano i primi due tempi. I piloti che non accedono alla Q2 sono Kimi Räikkönen, i due della Haas e i due della Williams.
In Q2 i piloti della Mercedes inaugurano la sessione. Hamilton segna 1'35"466, mentre Bottas chiude con 1'35"527. Carlos Sainz Jr. ha il terzo tempo, prima di essere battuto dal compagno di scuderia alla McLaren, Lando Norris. Le due vetture arancioni sono poi sopravanzate da Verstappen. Norris è l'unico di questi piloti che ha optato per gomme morbide; gli altri hanno colto il tempo su gomme di mescola media. Anche Albon, come Hamilton in Q1, vede un suo tempo annullato. Il tempo lo avrebbe portato al quarto posto. Nella stessa situazione si trova anche Daniel Ricciardo, che si trova così senza tempo validi, esattamente come Pérez.
Daniil Kvjat rimonta al quinto posto, mentre Pierre Gasly è settimo, davanti a Esteban Ocon. Successivamente migliora anche Leclerc, che è quarto. Si migliorano anche le Red Bull: Verstappen sale terzo, mentre Albon, che ha effettuato un solo giro, è quarto. Non passano alla fase finale le due Renault, Sebastian Vettel, Antonio Giovinazzi e Pérez.
In Q3 il tempo di Kvjat è presto migliorato da Lando Norris in 1'35"988; anche Lance Stroll batte il tempo del russo. Poco dopo è Sainz Jr. a scalare primo, con 1'35"815. Lewis Hamilton s'insedia al primo posto, battuto da Valtteri Bottas, che chiude il suo primo tentativo con 1'35"415. Max Verstappen è capace di inserirsi fra le due Mercedes, staccato di poco più di un decimo da Bottas. L'altro pilota della Red Bull, Albon, è quarto, comunque vicino ai tempi del finlandese.
Col secondo tentativo Hamilton coglie il record nel primo settore, facendo sempre meglio di Bottas, che si migliora rispetto al primo tentativo, ma non rispetto al tempo del britannico. Hamilton batte anche il record nel secondo settore e chiude il giro in 1'35"332. Prima dell'arrivo di Bottas, Norris chiude col terzo tempo. La classifica viene rivoluzionata da Bottas che strappa la prima posizione a Hamilton, con 1'35"271. Chi fa meglio è Verstappen con 1'35"246. Per l'olandese è la terza pole position in carriera, la prima della stagione. Per la prima volta in stagione la partenza al palo non viene conquistata da un pilota con una vettura con motore Mercedes. È l'ottantesima pole position conquistata da una monoposto motorizzata dalla Honda.
Al termine delle qualifiche, la Williams e la Red Bull Racing vengono convocate dai commissari sportivi in quanto, nello specifico, Nicholas Latifi è stato fatto uscire dai box nel momento in cui sopraggiungeva Max Verstappen, nella corsia della pit lane. I commissari decidono di non prendere provvedimenti, giudicando la manovra non pericolosa.

### Risultati
Nella sessione di qualifica si è avuta questa situazione:
| Pos                         | Nº | Pilota             | Costruttore               | Q1       | Q2          | Q3       | Griglia |
| --------------------------- | -- | ------------------ | ------------------------- | -------- | ----------- | -------- | ------- |
| 1                           | 33 | Max Verstappen     | Red Bull Racing-Honda     | 1'35"993 | 1'35"641    | 1'35"246 | 1       |
| 2                           | 77 | Valtteri Bottas    | Mercedes                  | 1'35"699 | 1'35"527    | 1'35"271 | 2       |
| 3                           | 44 | Lewis Hamilton     | Mercedes                  | 1'35"528 | 1'35"466    | 1'35"332 | 3       |
| 4                           | 4  | Lando Norris       | McLaren-Renault           | 1'36"016 | 1'35"849    | 1'35"497 | 4       |
| 5                           | 23 | Alexander Albon    | Red Bull Racing-Honda     | 1'36"106 | 1'35"654    | 1'35"571 | 5       |
| 6                           | 55 | Carlos Sainz Jr.   | McLaren-Renault           | 1'36"517 | 1'36"192    | 1'35"815 | 6       |
| 7                           | 26 | Daniil Kvjat       | AlphaTauri-Honda          | 1'36"459 | 1'36"214    | 1'35"963 | 7       |
| 8                           | 18 | Lance Stroll       | Racing Point-BWT Mercedes | 1'36"502 | 1'36"143    | 1'36"046 | 8       |
| 9                           | 16 | Charles Leclerc    | Ferrari                   | 1'35"881 | 1'35"932    | 1'36"065 | 12      |
| 10                          | 10 | Pierre Gasly       | AlphaTauri-Honda          | 1'36"545 | 1'36"282    | 1'36"242 | 9       |
| 11                          | 31 | Esteban Ocon       | Renault                   | 1'36"783 | 1'36"359    | N.D.     | 10      |
| 12                          | 3  | Daniel Ricciardo   | Renault                   | 1'36"704 | 1'36"406    | N.D.     | 11      |
| 13                          | 5  | Sebastian Vettel   | Ferrari                   | 1'36"655 | 1'36"631    | N.D.     | 13      |
| 14                          | 99 | Antonio Giovinazzi | Alfa Romeo Racing-Ferrari | 1'37"075 | 1'38"248    | N.D.     | 14      |
| 15                          | 11 | Sergio Pérez       | Racing Point-BWT Mercedes | 1'36"034 | senza tempo | N.D.     | 19      |
| 16                          | 7  | Kimi Räikkönen     | Alfa Romeo Racing-Ferrari | 1'37"555 | N.D.        | N.D.     | 15      |
| 17                          | 20 | Kevin Magnussen    | Haas-Ferrari              | 1'37"863 | N.D.        | N.D.     | 20      |
| 18                          | 63 | George Russell     | Williams-Mercedes         | 1'38"045 | N.D.        | N.D.     | 16      |
| 19                          | 51 | Pietro Fittipaldi  | Haas-Ferrari              | 1'38"173 | N.D.        | N.D.     | 17      |
| 20                          | 6  | Nicholas Latifi    | Williams-Mercedes         | 1'38"443 | N.D.        | N.D.     | 18      |
| Tempo limite 107%: 1'42"214 |    |                    |                           |          |             |          |         |

In grassetto sono indicate le migliori prestazioni in Q1, Q2 e Q3.

## Gara

### Resoconto
Max Verstappen tiene il comando della gara, al via, precedendo le due Mercedes di Valtteri Bottas e Lewis Hamilton. Seguono poi Lando Norris, Alexander Albon, Carlos Sainz Jr., Daniil Kvjat e Lance Stroll. Al quinto giro Albon passa Norris, mentre, nelle retrovie, si fa largo Sergio Pérez che, partito ultimo, in pochi giri scala fino al quattordicesimo posto. Al settimo giro Stroll ha la meglio su Kvjat, a cui prende la settima piazza.
La gara di Pérez termina al nono passaggio, quando un problema alla power unit lo costringe e parcheggiare la sua Racing Point a bordo pista. La direzione di gara impone il regime di virtual safety car. Dei primi undici della graduatoria l'unico a non effettuare la sosta è Daniel Ricciardo. Questo permette all'australiano di salire in quinta posizione, alle spalle di Albon. I primi tre rimangono nelle stesse posizioni di prima del regime di virtual safety car: Verstappen davanti al duo della Mercedes. Sono risalite le due Ferrari, che non hanno optato per il pit stop. Sebastian Vettel è settimo, proprio davanti a Charles Leclerc. Il monegasco è però presto passato da Sainz Jr.. Lo spagnolo della McLaren passa, al diciassetteimo giro, anche Vettel, trovandosi alle spalle di Norris. Leclerc, nei giri successivi, cede diverse posizioni, fino alla sosta del ventitreesimo giro.
Verstappen, sempre al comando, ha un margine di 4"9 su Bottas e 6"9 su Hamilton. Stroll si avvicina a Vettel, ma va lungo in una staccata, ed è costretto a cedere terreno. Al ventinovesimo giro il canadese viene sorpassato da Pierre Gasly. Due giri dopo, il francese dell'AlphaTauri passa anche Vettel. Il tedesco della Ferrari attende fino al trentacinquesimo passaggio per la sosta: rientra in gara al quindicesimo posto. Ricciardo, invece, si ferma al trentanovesimo giro; il pilota della Renault rientra in gara settimo, alle spalle delle due McLaren. Max Verstappen, leader del Gran Premio, amplia il vantaggio su Valtteri Bottas a 7"6 e quello su Lewis Hamilton a 11"2. Hamilton sembra poter avvicinarsi a Bottas ma, negli ultimi giri, vede invece avvicinarsi Albon che, comunque, non impensierisce il britannico.
Verstappen conquista la sua decima vittoria in carriera. Per l'olandese è anche il secondo successo stagionale, mantenendo la vetta per tutta la durata del Gran Premio.

### Risultati
I risultati del Gran Premio sono i seguenti:
| Pos | Nº | Pilota             | Costruttore               | Giri | Tempo/Ritiro | Griglia | Punti |
| --- | -- | ------------------ | ------------------------- | ---- | ------------ | ------- | ----- |
| 1   | 33 | Max Verstappen     | Red Bull Racing-Honda     | 55   | 1h36'28"645  | 1       | 25    |
| 2   | 77 | Valtteri Bottas    | Mercedes                  | 55   | +15"976      | 2       | 18    |
| 3   | 44 | Lewis Hamilton     | Mercedes                  | 55   | +18"415      | 3       | 15    |
| 4   | 23 | Alexander Albon    | Red Bull Racing-Honda     | 55   | +19"987      | 5       | 12    |
| 5   | 4  | Lando Norris       | McLaren-Renault           | 55   | +1'00"729    | 4       | 10    |
| 6   | 55 | Carlos Sainz Jr.   | McLaren-Renault           | 55   | +1'05"662    | 6       | 8     |
| 7   | 3  | Daniel Ricciardo   | Renault                   | 55   | +1'13"748    | 11      | 7     |
| 8   | 10 | Pierre Gasly       | AlphaTauri-Honda          | 55   | +1'29"718    | 9       | 4     |
| 9   | 31 | Esteban Ocon       | Renault                   | 55   | +1'41"069    | 10      | 2     |
| 10  | 18 | Lance Stroll       | Racing Point-BWT Mercedes | 55   | +1'42"738    | 8       | 1     |
| 11  | 26 | Daniil Kvjat       | AlphaTauri-Honda          | 54   | +1 giro      | 7       |       |
| 12  | 7  | Kimi Räikkönen     | Alfa Romeo Racing-Ferrari | 54   | +1 giro      | 15      |       |
| 13  | 16 | Charles Leclerc    | Ferrari                   | 54   | +1 giro      | 12      |       |
| 14  | 5  | Sebastian Vettel   | Ferrari                   | 54   | +1 giro      | 13      |       |
| 15  | 63 | George Russell     | Williams-Mercedes         | 54   | +1 giro      | 16      |       |
| 16  | 99 | Antonio Giovinazzi | Alfa Romeo Racing-Ferrari | 54   | +1 giro      | 14      |       |
| 17  | 6  | Nicholas Latifi    | Williams-Mercedes         | 54   | +1 giro      | 18      |       |
| 18  | 20 | Kevin Magnussen    | Haas-Ferrari              | 54   | +1 giro      | 20      |       |
| 19  | 51 | Pietro Fittipaldi  | Haas-Ferrari              | 53   | +2 giri      | 17      |       |
| Rit | 11 | Sergio Pérez       | Racing Point-BWT Mercedes | 8    | Motore       | 19      |       |

Daniel Ricciardo riceve un punto addizionale per aver segnato il giro più veloce della gara.

## Classifiche mondiali

### Piloti
| Pos | Pilota             | Punti |
| --- | ------------------ | ----- |
| 1   | Lewis Hamilton     | 347   |
| 2   | Valtteri Bottas    | 223   |
| 3   | Max Verstappen     | 214   |
| 4   | Sergio Pérez       | 125   |
| 5   | Daniel Ricciardo   | 119   |
| 6   | Carlos Sainz Jr.   | 105   |
| 7   | Alexander Albon    | 105   |
| 8   | Charles Leclerc    | 98    |
| 9   | Lando Norris       | 97    |
| 10  | Pierre Gasly       | 75    |
| 11  | Lance Stroll       | 75    |
| 12  | Esteban Ocon       | 62    |
| 13  | Sebastian Vettel   | 33    |
| 14  | Daniil Kvjat       | 32    |
| 15  | Nico Hülkenberg    | 10    |
| 16  | Kimi Räikkönen     | 4     |
| 17  | Antonio Giovinazzi | 4     |
| 18  | George Russell     | 3     |
| 19  | Romain Grosjean    | 2     |
| 20  | Kevin Magnussen    | 1     |

### Costruttori
| Pos | Costruttore               | Punti |
| --- | ------------------------- | ----- |
| 1   | Mercedes                  | 573   |
| 2   | Red Bull Racing-Honda     | 319   |
| 3   | McLaren-Renault           | 202   |
| 4   | Racing Point-BWT Mercedes | 195   |
| 5   | Renault                   | 181   |
| 6   | Ferrari                   | 131   |
| 7   | AlphaTauri-Honda          | 107   |
| 8   | Alfa Romeo Racing-Ferrari | 8     |
| 9   | Haas-Ferrari              | 3     |

## Decisioni della FIA
Al termine della gara, Carlos Sainz Jr. viene convocato dai commissari sportivi, accusato di aver guidato troppo lentamente durante l'entrata nella corsia dei box, prima di un pit stop. I commissari decidono di non prendere provvedimenti in quanto, dopo aver controllato la telemetria della vettura, non hanno trovato prove che il pilota spagnolo della McLaren avesse guidato troppo lentamente, rispettando il limite di velocità stabilito nella corsia dei box.